# Nicole Claveloux
Nicole Claveloux, född 23 juni 1940 i Saint-Étienne, är en fransk bildkonstnär, illustratör och serieskapare. Hon debuterade i slutet av 1960-talet och uppmärksammades 1974 för sina illustrationer till Alice i Underlandet. Därefter deltog hon i utvecklingen av franska vuxenserier, genom ett antal längre och kortare verk för bland annat tidningarna Ah! Nana och Métal Hurlant. Senare har hon fortsatt att kombinera bokillustrerande med egna kortare serieböcker.
Claveloux arbetar ofta med fantastisk konst (konst inspirerad av fantastik och andra världar) eller ironiska, språkligt lekfulla berättelser. På svenska finns endast enstaka verk publicerade, främst historien De gröna fingrarna (följetong i Tung Metall).

## Biografi

### Bakgrund
Nicole Claveloux läste konst på konsthögskolan i Saint-Étienne. Från 1966 började hon att göra illustrationer, bland annat för tidningar från Bayard Presse, och i samma veva flyttade hon till Paris.
Hon var, tillsammans med Bernard Bonhomme, schweizaren Étienne Delessert och Philippe Corentin, en av de första franska illustratörerna att arbeta för förlaget Harlin Quist. Där kom 1967 Le voyage extravagant de Hugo Brisefer/The Secret Journey of Hugo the Brat (text av François Ruy-Vidal), året efter The Bright Red Porcupine (text av Tony Calvin), 1969 La forêt des lilas/Forest of Lilacs (efter en text av Comtesse de Ségur) och 1970 The Teletrips of Alala (text av Guy Montreal). Tillsammans med Bonhomme arbetade Claveloux också tidigt som reklamtecknare.

Claveloux skapade på 1970-talet ett antal återkommande seriefigurer. En av dem var en Lilla My-artad version av Ludvig XIV med namnet Louise XIV.

### Grabote och Alice
Nicole Claveloux skapade 1973 Grabote (för barntidningen Okapi) och därefter Louise XIV (parodi på Ludvig XIV) och Cactus acide et Beurre fondu ('Sura kaktusen och Smälta smöret'). De här skapelserna kretsade kring respektlösa (serie)figurer, placerade i en evigt föränderlig värld. Claveloux var åren 1973–95 regelbunden bidragsgivare till tidningen Okapi.
1974 års illustrerade avantgarde-version av Alice i underlandet gjorde att Claveloux uppmärksammades internationellt, bland annat av New York Times.

### Vuxenserier
Under årtiondet deltog Claveloux även i den nya franska vuxenserievågen. Det skedde främst via serier för Métal Hurlant och dess systertidning Ah! Nana. Den senare var en ambitiös men kortlivad (1976–78) tidning med en feministisk agenda och enbart producerad av kvinnliga serieskapare. Kvartalstidningens serier var ofta radikala och deltog i den tidens sexuella frigörelse. Man drog sig inte för att vara provokativ, och temanumret omkring incest (nummer 9, augusti 1978) bidrog till tidningens nedläggning.
Flera av de korta, ofta drömlikt allegoriska serierna som Claveloux tecknade för Ah! Nana översattes under 1980-talet till svenska. 1982 syntes flera av dem i kvinnoserieantologin Spegelns ansikte (Medusa); det franska samlingsalbumet kom 1980 och hade titeln Le Petit légume qui rêvait d'être une panthère ('Den lilla grönsaken som drömde om att bli en panter'). I svenska Spegelns ansikte syntes bland annat Claveloux korthistorier "Flickan som lever i det blå" (där en liten flicka drömmer om mens) och "Den lilla grönsaken som drömde om att bli en panter".
Den svenska tidningen Tung Metall publicerade några år senare (numren 7–11/87) De gröna fingrarna (franska: La Main verte, publicerad i Métal Hurlant och utgiven i album 1978). Denna serie, en av de få tidiga Claveloux-serierna i färg, är en existentialistisk fabel kretsande kring kärlekstriangeln mellan en kvinna, en krukväxt och en fågel. Historien författades av signaturen Édith Zha – pseudonym för Élisabeth Salomon, som även stod för manus till 1979 års Morte saison ('Dödsäsong'). Denna albumhistoria utspelar sig på en badort under en mer eller mindre turistfri del av året. I Morte saison experimenterade Claveloux en del med återkommande marginalfigurer och föränderliga bakgrunder, så som hon ofta byggt upp sina illustrerade barnböcker eller kortare serieböcker.

### Barnboksproduktioner
Nicole Claveloux har flitigt samarbetat med Bernard Bonhomme och Christian Bruel, exempelvis i L'heure des parents ('Föräldratimmen'), Nours, Pour de rire ('För skojs skull'), La belle et la bête ('Skönheten och odjuret') ochToujours devant. Hon har också tecknat ett stort antal barnböcker efter eget manus, som Quel genre de bisous? ('Vilken sorts pussar?'), Tout est bon dans le bébé ('Allt är bra i barnet'), La Ballade des Bigorneaux och Professeur Totem et Docteur Tabou ('Professor Totem och Doktor Tabu').
Under 2000-talet har Claveloux bland annat illustrerat Les Enquêtes de Mister Bonflair ('Mister Godlukts undersökningar'), efter Claire Cléments manus.

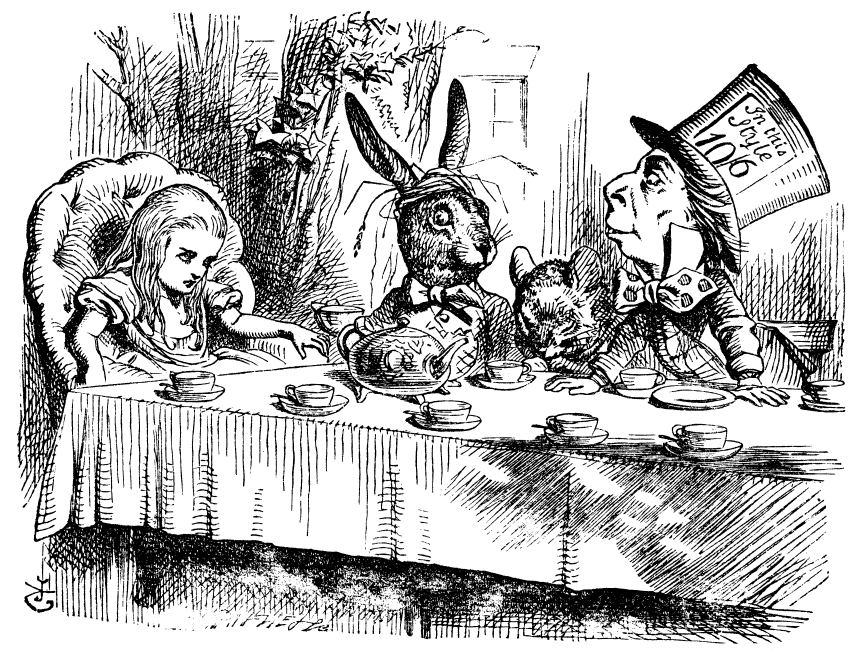
1974 uppmärksammades Claveloux internationellt för sina avantgardistiska illustrationerna till Alice i underlandet (bilden: Sir John Tenniels version från 1865).

### Kontraster, senare år
Genom Claveloux karriär har det barnvänliga (i böcker för främst de minsta barnen) berättandet ofta kombinerats med – eller kontrasterats mot – mer avantgardistiska eller gränsöverskridande ambitioner. Hennes Alice i underlandet-teckningar, liksom många av de senare serieproduktionerna, har ofta haft ambitiösa konstnärliga infallsvinklar.
Vid sidan av de mer eller mindre sagopräglade barnboksproduktioner har hon tillverkat rent erotiska böcker. 2001 blandade hon för första gången saga och erotik, i den första av tre erotiska, illustrerade böcker med sagoanknytning. 2003 kom Morceaux choisis de la belle et la bête ('Valda delar av skönheten och odjuret'), 2007 Confessions d'un monte-en-l'air ('En inbrottstjuvs erkännanden') och 2010 Contes de la fève et du gland ('Sagorna om bönan och ollonet'). Därutöver har hon gjort illustrationer till tre andra erotiska böcker under pseudonymen "Cécile Vallonoux".
Till 2020 års seriefestival i Angoulême producerades en stor utställning med serieoriginal av Nicole Claveloux. Vid festivalen blev hon en av mottagarna av Fauve d'or honneur – festivalens hederspris. Dessutom belönades återutgivningen av La Main verte med Prix du Patrimoine – festivalens kulturarvspris.

## Stil och sammanfattning
Claveloux influens från av tyske Heinz Edelmann (filmtecknare till 1968 års Gul gul gul är vår undervattningsbåt) syntes tidigt i hennes eleganta linjer och tonade färgytor. Hennes användning av perspektiv och reliefverkan i bilderna följde 1960-talets flower power-estetik. Även påverkan från amerikanska Pushpin Studio är ofta märkbar. I många av sina mindre barnböcker placerar hon texten i banderoller av medeltida stil, i motsats till mer moderna pratbubblor.
Under sin karriär har Nicole Claveloux bidragit med teckningar och/eller till ett 100-tal böcker för barn eller äldre. 1995 publicerades den stora monografin Nicole Claveloux et compagnie. Denna biografiska utställningskatalog sammanställdes av Christian Bruel.